# Palcát

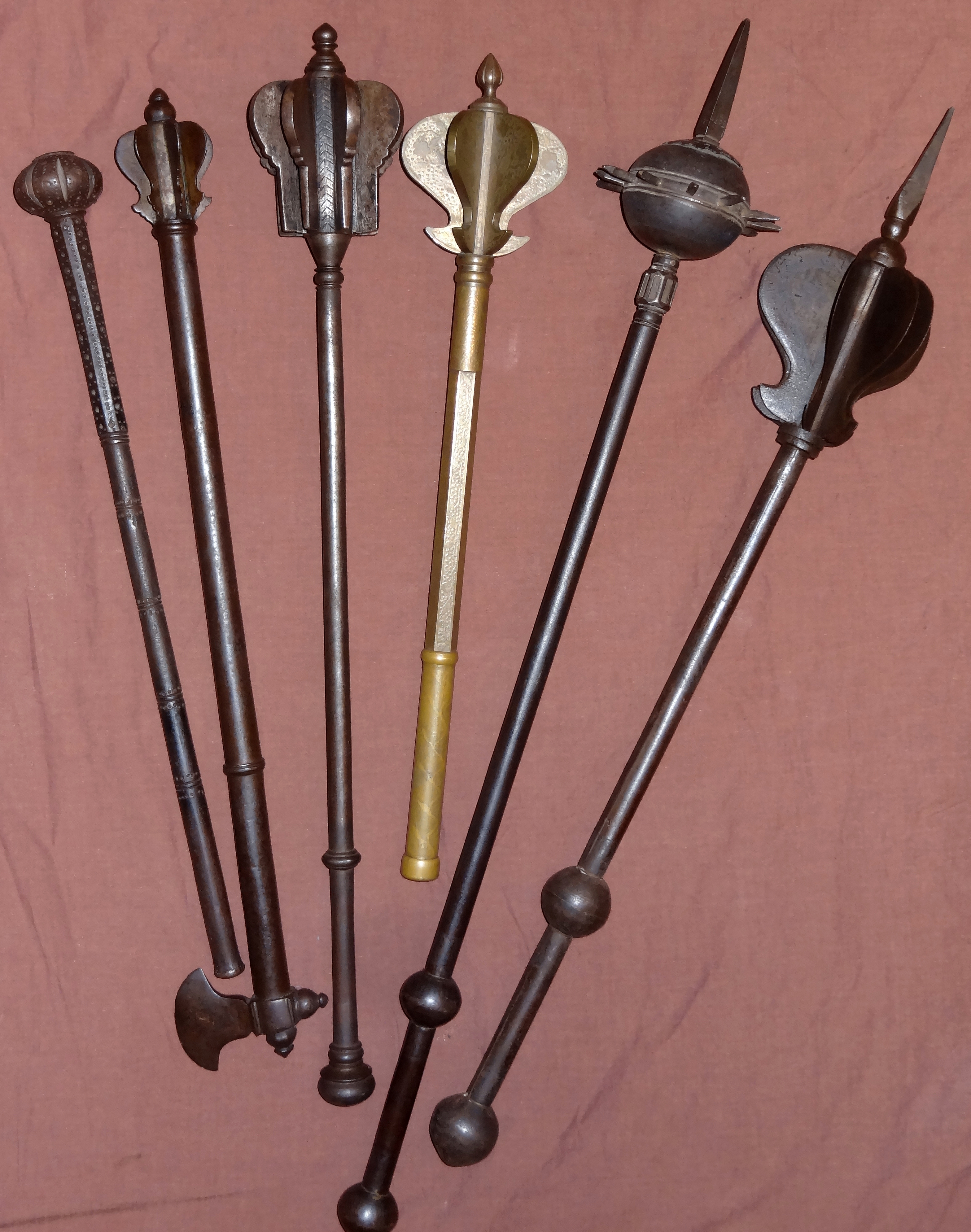
Palcát

Palcát (nářečně a zastarale bodzikan nebo budzikan z tureckého buzdogan, u kozáků bulava) je úderná ruční zbraň, typická pro jezdectvo středověku a raného novověku do 17. století.
Palcát je variantou kyje a válečného kladiva, oproti nimž má výhodu – není nutno jej před úderem natáčet do správného směru. Sloužil k drcení plátů protivníkova brnění, při úderu na protivníka v drátěné košili či jiné lehčí zbroji působil zlomeniny a zhmožděniny.
Byl užíván též jako odznak moci nebo vojenské hodnosti, např. u českých husitů, ale také u kozáků (tzv. bulava) nebo v armádě Osmanské říše. S palcátem v ruce bývá velmi často zobrazován husitský hejtman Jan Žižka z Trocnova.
Kozácký palcát byl obvykle vyroben ze stříbra, nebo železa a byl zakončen péry. U kozáků byl symbolem moci, zejména u kozáckých staršinů na Záporoží. Plnil také funkci tzv. železného dopisu, který tomu, kdo jej měl u sebe, zajišťoval volný průjezd a nedotknutelnost.

## Galerie

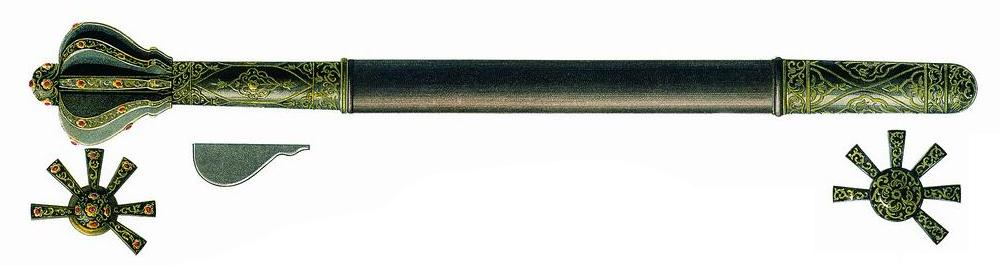
Palcát
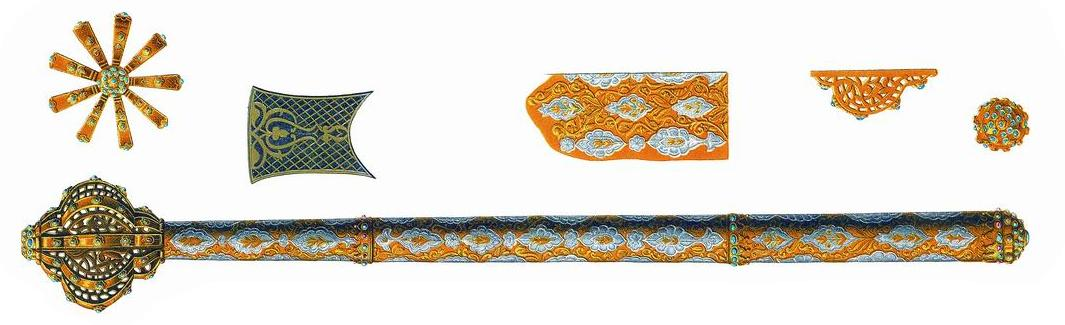
Zdobený palcát
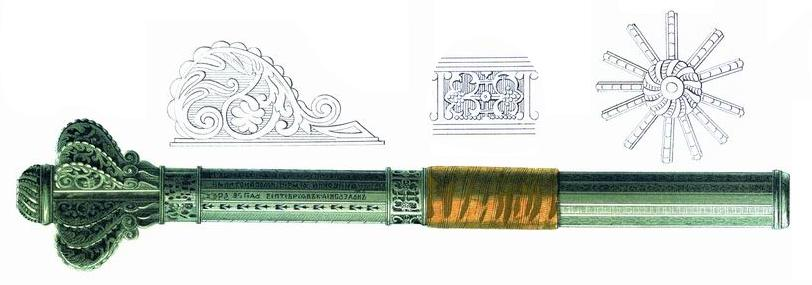
Železný palcát
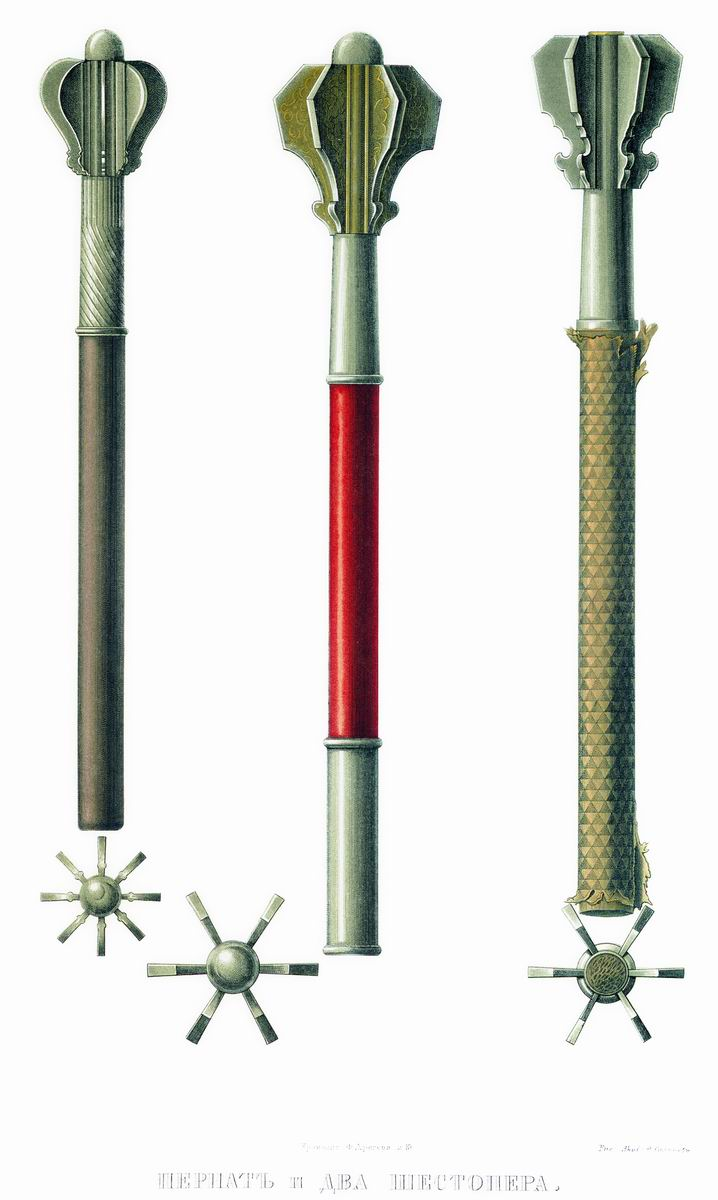
Bojový palcát a dva typy šestipérové hlavice